# Not That Kind
Not That Kind је деби албум америчке певачице Анастасије. Сниман је између 1998. и 1999. године. Објављен је 16. децембра 1999. године, а у Сједињеним Државама и Канади је објављен 27. марта 2001. Албум су углавном продуцирали Сем Вотерс, Луја Бјанканијело и Рик Вејк, уз додатну производњу и писање Евана Роџерса, Карла Стуркена и Реја Руфина. Иако је албум достигао само 168 место на Билбордовој 200 листи, он је ушао у првих пет и првих десет на већини топ-листа у Европи и Океанији. Албум је продат у преко 7.000.000 примерака широм света.

## Синглови
- I'm Outta Love (1999)
- Not That Kind (2000)
- Cowboys & Kisses (2001)
- Made For Lovin' You (2001)